# Военный городок (Липецк)
Вое́нный городо́к — жилой район (улица квартального типа) в Советском округе Липецка. Расположен между улицей Космонавтов (у площади Авиаторов) и Каменным Логом в восточном направлении от 5-го микрорайона.
Заселён бо́льшей частью военнослужащими липецкого авиационного гарнизона и членами их семей. С трёх сторон окружён стеной. В районе остановки «7 микрорайон» по улице Терешковой расположен контрольно-пропускной пункт, через который можно попасть в военный городок на автотранспорте.
Часть домов городке имеет адресацию по улицам Космонавтов, Терешковой, Игнатьева, часть — непосредственно по Военному городку.
Застройка городка весьма разнообразна: многоэтажные строения соседствуют с домами барачного типа.
В городке находится Гарнизонный дом офицеров липецкого авиацентра.
В последние годы на месте снесённых 1- и 2-этажных построек активно возводят новые высотные дома. Так, в 2008 году был сдан жилой дом у остановки «Площадь Авиаторов», который построен на месте снесенного дома № 13 В/городка. На месте старого заросшего парка построены дома 39 и 41 по улице Игнатьева, а также разбит сквер.

## Транспорт
- авт. 300, 306, 322, 325, 345, 346, ост.: «Пл. Авиаторов», «Дворец спорта „Звёздный“».
- авт. 9т, 11, 24, 36, 300, 306, 322, 324, 325, 345, 346, 347, 359 ост.: «Быханов сад».